# Matthew Wilkinson (Leichtathlet)
Matthew Wilkinson (* 27. Dezember 1998) ist ein US-amerikanischer Leichtathlet, der sich auf den Hindernislauf spezialisiert hat.

## Sportliche Laufbahn
Matthew Wilkinson wuchs in Greenwood auf und absolvierte ein Studium an der University of Minnesota. Erste internationale Erfahrungen sammelte er im Jahr 2024, als er bei den Olympischen Sommerspielen in Paris mit 8:16,82 min in der Vorrunde über 3000 m Hindernis ausschied.

## Persönliche Bestleistungen
- 3000 Meter: 7:38,18 min, 7. Juli 2024 in Paris
  - 3000 Meter (Halle): 7:42,08 min, 3. Februar 2024 in Boston
- 3000 m Hindernis: 8:16,59 min, 17. Mai 2024 in Los Angeles